# Черепашки
Черепашки (лат. Eurygaster) — род полужесткокрылых (подотряда клопов) из семейства щитников-черепашек.

## Описание
Тело коричневатого, бледно-жёлтого, реже серого цвета длиной от 8 до 13 мм. Голова треугольная. Глаза не стебельчатые. Брюшной ободок широкий, плоский, далеко выдаётся из-под щитка. Питаются на злаках и осоках.

## Систематика
В составе рода 15 видов:
- Eurygaster alternata (Say, 1828)
- Eurygaster amerinda Bliven, 1956
- Eurygaster austriaca (Schrank, 1776)
- Eurygaster dilaticollis Dohrn, 1860
- Eurygaster fokkeri Puton, 1893
- Eurygaster hottentotta (Fabricius, 1775)
- Eurygaster integriceps Puton, 1881
- Eurygaster maura (Linnaeus, 1758)
- Eurygaster minidoka Bliven, 1956
- Eurygaster minor Montandon, 1885
- Eurygaster paderewskii Bliven, 1962
- Eurygaster schreiberi Montandon, 1885
- Eurygaster shoshone Kirkaldy, 1909
- Eurygaster testudinaria (Geoffroy, 1785)